# California Army National Guard
La California  Army National Guard è una componente della Riserva militare della California  National Guard, inquadrata sotto la U.S. National Guard. Il suo quartier generale è situato presso la città di Sacramento.

## Organizzazione
Attualmente, al 2024, sono attivi i seguenti reparti :

### Joint Forces Headquarters
- JFHQ, Army Element
- Medical Detachment
- Recruiting & Retention Battalion

### 40th Infantry Division
- Division Headquarters & Headquarters Battalion
  -  Headquarters & Support Company - Los Alamitos
  -  Company A (Operations)- Los Alamitos
  -  Company B (Intelligence & Sustainment) - Los Alamitos
  -  Company C (Signal) - Los Alamitos
  - 40th Intantry Division Army Band (-) - Los Alamitos
    - Detachment 1 - Yuba City

#### 79th Infantry Brigade Combat Team
- Headquarters & Headquarters Company - San Diego
- 1st Battalion, 160th Infantry Regiment (Light)
  -  Headquarters & Headquarters Company - Inglewood
  -  Company A - Fullerton
  -  Company B - Glendale
  -  Company C - Orange
  -  Company D (Weapons) - San Pedro
- 1st Battalion, 184th Infantry Regiment
  -  Headquarters & Headquarters Company (-) - Modesto
    - Detachment 1 - Modesto

  -  Company A - Visalia
  -  Company B - Dublin
  -  Company C - Auburn
  -  Company D (Weapons) - Oakdale
- 1st Battalion, 65th Infantry Regiment - Puerto Rico Army National Guard
- 1st Squadron, 18th Cavalry Regiment (RSTA)
  -  Headquarters & Headquarters Troop - Azusa
  -  Troop A - Ontario
  -  Troop B - Escondido
  -  Troop C - El Cajon
- 1st Battalion, 143rd Field Artillery Regiment
  -  Headquarters & Headquarters Battery (-) - Richmond
    - Detachment 1 - Los Angeles

  -  Battery A - Lodi
  -  Battery B - Ventura
  -  Battery C - Bakersfield
- 578th Brigade Engineer Battalion
  -  Headquarters & Headquarters Company - Manhattan Beach
  -  Company A - El Centro
  -  Company B (-) - Azusa
    - Detachment 1 - National City

  -  Company C (Signal) - San Diego
  -  Company D (Military Intelligence) (-) - San Diego
    - Detachment TUAS - Camp Roberts
- 40th Brigade Support Battalion
  -  Headquarters & Headquarters Company - Bell AFRC
  -  Company A (DISTRO) - Bell AFRC
  -  Company B (Maint) - Bell AFRC
  -  Company C (MED) - Bell AFRC
  -  Company D (Forward Support) (aggregata al 1st Squadron, 18th Cavalry Regiment) - Manhattan Beach
  -  Company E (Forward Support) (aggregata al 578th Brigade Engineer Battalion) - Pomona
  -  Company F (Forward Support) (aggregata al 1st Battalion, 143rd Field Artillery Regiment) - Walnut Creek
  -  Company G (Forward Support) (aggregata al 1st Battalion, 160th Infantry Regiment) - Santa Ana
  -  Company H (Forward Support) (aggregata al 1st Battalion, 184th Infantry Regiment) - Barstow
  - Company I - Puerto Rico Army National Guard

#### Expeditionary Combat Aviation Brigade, 40th Infantry Division
- Headquarters & Headquarters Company - Fresno
- Aviation Support Facility #1 - JFTB Los Alamitos Army Airfield
- Aviation Support Facility #2 - Stockton Metropolitan Airport
- Aviation Support Facility #3 - Sacramento Mather Airport
- 1st Battalion, 211th Aviation Regiment (Attack & Reconnaissance) Utah Army National Guard
- 1st Battalion, 140th Aviation Regiment (Assault Helicopter)
  -  Headquarters & Headquarters Company (-) - Los Alamitos
  -  Company A - Los Alamitos - Equipaggiato con 10 UH-60L 
  -  Company B (-) - Los Alamitos - Equipaggiato con 10 UH-60L 
  - Company C - Washington Army National Guard
  -  Company D (-) (AVUM) - Los Alamitos
  -  Company E (-) (Forward Support) - Los Alamitos
- 1st Battalion, 168th Aviation Regiment (General Support) - Washington Army National Guard
- 3rd Battalion, 140th Aviation Regiment (Security & Support)
  -  Headquarters & Headquarters Company - Stockton
  -  Company A (-) - Stockton - Equipaggiato con 4 UH-72A 
    - Detachment 2 - Mather - Equipaggiato con 2 UH-72A 

  - Company B (-) - Arizona Army National Guard
  - Company C (-) - New Mexico Army National Guard
  - Company D (-) (MEDEVAC)- Colorado Army National Guard
- Company B, 1st Battalion, 126th Aviation Regiment (General Support) - Stockton - Equipaggiata con 12 CH-47F 
  - Detachment 1, HHC, 1st Battalion, 126th Aviation Regiment (General Support)
  - Detachment 1, Company D, 1st Battalion, 126th Aviation Regiment (General Support)
  - Detachment 1, Company E, 1st Battalion, 126th Aviation Regiment (General Support)
- Company F (ATS), 1st Battalion, 126th Aviation Regiment (General Support) - Los Alamitos
- Company C (-) (MEDEVAC), 2nd Battalion, 135th Aviation Regiment (General Support) - Mather - Equipaggiato con 6 HH60L 
  - Detachment 4, HHC, 2nd Battalion, 135th Aviation Regiment (General Support)
  - Detachment 4, Company D (AVUM), 2nd Battalion, 135th Aviation Regiment (General Support)
  - Detachment 4, Company E (Forward Support), 2nd Battalion, 135th Aviation Regiment (General Support)
- Detachment 3, Company A, 2nd Battalion, 245th Aviation Regiment (Fixed Wings) - Mather - Equipaggiato 1 C-12U
- Detachment 32, Operational Support Airlift Command - Mather
- 640th Aviation Support Battalion
  -  Headquarters & Services Company - Los Alamitos
  -  Company A (DISTRO) - Torrance
  -  Company B (-) (AVIM) - Los Alamitos
    - Detachment 1 - Arizona Army National Guard
    - Detachment 2
    - Detachment 3 - Stockton
    - Detachment 4 - Nebraska Army National Guard

  -  Company C (Signal) - Fresno

### 49th Military Police Brigade
- Headquarters & Headquarters Company - Fairfield
- 143rd Military Police Battalion (Detention)
  - Headquarters & Headquarters Detachment - Lancaster
  -  330th Military Police Company – Ontario
  -  670th Military Police Company – National City
  -  140th Chemical Company - Gardena
- 185th Military Police Battalion
  - Headquarters & Headquarters Detachment  - Pittsburg
  -  270th Military Police Company – Sacramento
    - Detachment 1 – Madera

  -  870th Military Police Company – Concord
  -  149th Chemical Company (MS) - Lathrop
- 579th Engineer Battalion
  -  Headquarters & Headquarters Company - Santa Rosa
  -  Forward Support Company - Santa Rosa
  - 129th Engineer Detachment (Concrete) – Camp Roberts
  -  132nd Engineer Company (-) (Multirole Bridge) – Redding
    - Detachment 1 - Mount Shasta
    - Detachment 2 - Eureka

  -  235th Engineer Company (Sapper) – Petaluma
  -  649th Engineer Company (-) (Horizontal Construction) – Chico
    - Detachment 1 - Red Bluff
    - Detachment 2 - Sacramento

  - 1401st Engineer Detachment (Quarry) – Camp Roberts
  -  217th Ordnance Company (EOD) – Camp Roberts

### 115th Regional Support Group
- Headquarters & Headquarters Company - Roseville
- 149th Engineer Detachment (Survey & Design) - Roseville
- 184th Engineer Detachment (Construction Management) - Roseville
- 233rd Engineer Detachment (Fire Fighting) - Camp Roberts
- 69th Public Affairs Detachment - Roseville
- 142nd Chaplain Detachment - Roseville
- 340th Brigade Support Battalion, sotto il controllo operativo della 65th Field Artillery Brigade, Utah Army National Guard
  -  Headquarters & Service Company (-) - Atascadero
    - Detachment 1 - Atascadero

  -  1040th Quartermaster Company - Merced
    - 159th Quartermaster Team

  - 49th Personnel Support Company - Sacramento
  -  297th Area Support Medical Company - San Mateo

### 11th Armored Cavalry Regiment (Active/National Guard)
- 1st Battalion, 144th Field Artillery Regiment (PALADIN), sotto il controllo operativo della 115th Field Artillery Brigade, Wyoming Army National Guard
  -  Headquarters & Headquarters Battery - Burbank
  -  Battery A - Azusa
  -  Battery B - Van Nuys
  -  11th Forward Support Company - Burbank
  -  216th Engineer Company (Movement Augmentation) - Pomona

### 100th Troop Command
- Headquarters & Headquarters Company - Mather
- Detachment 1, HHC, 100th Missile Defense Brigade - Vandenberg Air Force Base - Equipaggiato con missili intercettori dotati di Exo-Atmospheric Kill Vehicle (EKV)
- 369th JAG Detachment - Bell
- 370th JAG Detachment - Bell
- 472nd JAG Detachment - Sacramento
- 629th JAG Detachment - Sacramento
- 223rd Military Intelligence Battalion (Linguist) - Sotto il controllo operativo della 300th Military Intelligence Brigade (Linguist)
  -  Headquarters & Headquarters Company - San Francisco
  -  Company A - San Rafael
  -  Company B - Mountain View
  -  Company C - San Rafael
  - Company D - District of Columbia Army National Guard
  - 640th Military Intelligence Platoon (Interpreter Translator) - San Francisco
- 250th Expeditionary Military Intelligence Battalion - Sotto il controllo operativo della 71st Expeditionary Military Intelligence Brigade, Texas Army National Guard
  -  Headquarters & Headquarters Company - Long Beach
  -  Company A - Glendale
  -  Company B - Long Beach
  -  315th Engineer Company (Vertical Construction) - Monero Valley
- 1st Battalion, 185th Infantry Regiment - Sotto il controllo operativo della 81st Stryker Brigade Combat Team, Washington Army National Guard
  -  Headquarters & Headquarters Company (-) - San Bernardino
    - Detachment 1 - Colton
    - Detachment 3, HHB, 2-146th Field Artillery Battalion, Washington Army National Guard - San Bernardo

  -  Company A (-) - Bakersfield
    - Detachment 1 - Porterville

  -  Company B - Colton
  -  Company C (-) - Palmdale
    - Detachment 1 - Apple Valley

  -  Company H, 181st Brigade Support Battalion - Barstow
- Company A, 5th Battalion, 19th Special Forces Group - Los Alamitos
- Special Operations Detachment N - North - Los Alamitos
- 128th Quartermaster Company (Riggers) - Los Alamitos

### 1106th Theater Aviation Sustainment Maintenance Group
- Headquarters & Headquarters Detachment - Fresno IAP
- Company A (Aviation Support) - Equipaggiata con UH-60A
- Company B (Ground Support)

### 224th Sustainment Brigade
- Headquarters & Headquarters Company  - Long Beach
- Special Troops Battalion
  -  Headquarters & Headquarters Company (-) - Long Beach
    - Detachment 1 - Long Beach

  -  224th Financial Management Company - Azusa
    - 217th Financial Management Detachment - Sacramento
    - 223rd Financial Management Detachment - Azusa
    - 251st Financial Management Detachment - Azusa
- 240th Signal Network Company - Long Beach
- 746th Division Sustainment Support Battalion
  -  Headquarters & Headquarters Company - Van Nuys
  -  118th Support Maintenance Company - Stockton
  -  756th Transportation Company (Medium Truck POL, Tactical) - Lancaster - Equipaggiata con 60 MTV con rimorchio da 19.000 litri
  -  1072nd Transportation Company (PLS) - Fresno - Equipaggiata con 60 PLS e 120 semi-rimorchi M-872
  -  Company C (1114th Transportation Company) (Composite Truck) (-) - Bakersfield 
    - Detachment 1 - Van Nuys

  -  1498th Transportation Company (Heavy Equipment Transport) - Moreno Valley - Equipaggiata con 96 HET con semi-rimorchio
- 749th Combat Sustainment Support Battalion
  -  Headquarters & Headquarters Detachment - Benicia
  -  1113th Transportation Company (Medium Truck, EAB) -  San Jose - Equipaggiata con 60 M-915 con 2 semi-rimorchi
  -  2632nd Transportation Company (Light-Medium Truck) - Sacramento - Equipaggiata con 60 MTV
  -  2668th Transportation Company (-) (Medium Truck, Tactical) - Oroville - Equipaggiata con 60 MTV con rimorchio.
    - Detachment 1 - Susanville

  -  349th Composite Supply Company (-) - Vallejo
    - Detachment 1 - San Luis Obispo